# (19299) 1996 SZ4
(19299) 1996 SZ4 é um objeto transnetuniano localizado no cinturão de Kuiper. É classificado como plutino, por estar em uma ressonância orbital 2:3 com Netuno. Foi descoberto em 16 de setembro de 1996 por Alan Fitzsimmons, Michael J. Irwin, Iwan P. Williams. Atualmente está a 29,4 UA do Sol. Assumindo um albedo de 0,09, sua magnitude absoluta de 8,2 dá um diâmetro estimado de 116 km.